# Jürgen Müller
Jürgen Müller (Mannheim, 17 juli 1960) is een voormalig voetballer van Willem II en PEC Zwolle.

## Carrièrestatistieken
| Seizoen         | Club                | Land            | Competitie                 | Competitie | Competitie | Beker | Beker | Internationaal | Internationaal | Overig | Overig | Totaal | Totaal |
| Seizoen         | Club                | Land            | Competitie                 | Wed.       | Dlp.       | Wed.  | Dlp.  | Wed.           | Dlp.           | Wed.   | Dlp.   | Wed.   | Dlp.   |
| --------------- | ------------------- | --------------- | -------------------------- | ---------- | ---------- | ----- | ----- | -------------- | -------------- | ------ | ------ | ------ | ------ |
| 1980/81         | VfR Heilbronn       | Duitsland       | Oberliga Baden-Württemberg | –          | –          | –     | –     | –              | –              | –      | –      | –      | –      |
| 1981/82         | VfR Heilbronn       | Duitsland       | Oberliga Baden-Württemberg | –          | –          | –     | –     | –              | –              | –      | –      | –      | –      |
| 1982/83         | Antwerp FC          | België          | Eerste klasse              | 2          | 0          | 0     | 0     | 0              | 0              | 0      | 0      | 2      | 0      |
| 1983/84         | Antwerp FC          | België          | Eerste klasse              | 0          | 0          | 0     | 0     | 0              | 0              | 0      | 0      | 0      | 0      |
| 1983/84         | → Willem II         | Nederland       | Eredivisie                 | 24         | 0          | –     | –     | 0              | 0              | 0      | 0      | 24     | 0      |
| 1984/85         | Antwerp FC          | België          | Eerste klasse              | 0          | 0          | 0     | 0     | 0              | 0              | 0      | 0      | 0      | 0      |
| 1984/85         | → PEC Zwolle        | Nederland       | Eredivisie                 | 26         | 0          | –     | 1     | 0              | 0              | 0      | 0      | 26     | 1      |
| 1985/86         | Antwerp FC          | België          | Eerste klasse              | 14         | 1          | 3     | 0     | –              | –              | –      | –      | 17     | 1      |
| 1986/87         | KFC Germinal Ekeren | België          | Derde klasse               | –          | –          | –     | –     | –              | –              | –      | –      | –      | –      |
| 1987/88         | UE Figueres         | Spanje          | Segunda División           | 19         | 2          | –     | –     | 0              | 0              | 0      | 0      | 19     | 2      |
| 1988/89         | UE Figueres         | Spanje          | Segunda División           | 17         | 1          | –     | –     | 0              | 0              | 0      | 0      | 17     | 1      |
| 1989/90         | FC Schaffhausen     | Zwitserland     | Nationalliga B             | –          | –          | –     | –     | –              | –              | –      | –      | –      | –      |
| Carrière totaal | Carrière totaal     | Carrière totaal | Carrière totaal            | 102        | 4          | 3     | 1     | 0              | 0              | 0      | 0      | 105    | 5      |